# Průmyslová zóna Karmi'el-východ
Průmyslová zóna Karmi'el-východ (hebrejsky אזור תעשייה כרמיאל מזרחי‎, ezor ta'asija Karmi'el mizrachi) je průmyslová zóna v Izraeli, v Galileji.
Rozkládá se v Bejtkeremském údolí, na severovýchodním okraji města Karmi'el. Podél její severní strany prochází dálnice číslo 85, na jižní straně vede vádí Nachal Šezor a dál k jihu se zvedají svahy masivu Har Kamon. Na sever od zóny leží město Nahf.
Rozloha zóny činí cca 2000 dunamů (2 kilometry čtvereční). Působí tu cca 100 firem a existuje tu okolo 8000 pracovních míst.